# ReWire
ReWire – protokół opracowany wspólnie przez Steinberg Media Technologies i Propellerhead Software, mający za zadanie umożliwienie komunikacji oraz wymianę informacji, między dwoma programami muzycznymi.
Po raz pierwszy został wprowadzony w programie ReBirth RB-338 w 1998 r. W międzyczasie protokół ten stał się standardem przemysłowym. Obecnie używany jest w aplikacjach przeznaczonych dla systemów Mac OS i Windows. ReWire teoretycznie umożliwia przesyłanie cyfrowego dźwięku na 256 ścieżkach audio lub danych na 4080 kanałach MIDI jednocześnie.

## Oprogramowanie wyposażone w ReWire
- Ableton Live
- ACID Pro
- Adobe Audition
- Cakewalk Sonar
- Cubase
- FL Studio
- Nuendo
- MadTracker
- Magix Samplitude
- Pro Tools
- Renoise(inne języki)
- Reason
- Reaper
- Sibelius 6 i wyższe
- Vocaloid
- Vocaloid 2
- Tracktion
- Studio One(inne języki)